# Flandre romane
Pour les articles homonymes, voir Flandre.
La Flandre romane (aussi appelée 
en français Flandre wallonne, Flandre gallicante ou Flandre gallicane,
en latin Gallo-Flandria ou Flandria Gallica,
en picard Flande romane,
en néerlandais Romaans-Vlaanderen, 
en anglais Romance Flanders)
est l'ensemble des régions qui ont fait partie du comté de Flandre et où la langue usuelle est une langue romane. Elle chevauche l'actuelle frontière franco-belge.
La Flandre française flamande ou Westhoek français et la partie française de la Flandre romane forment la Flandre française.

## Cartes historiques

Le comté de Flandre en 1350
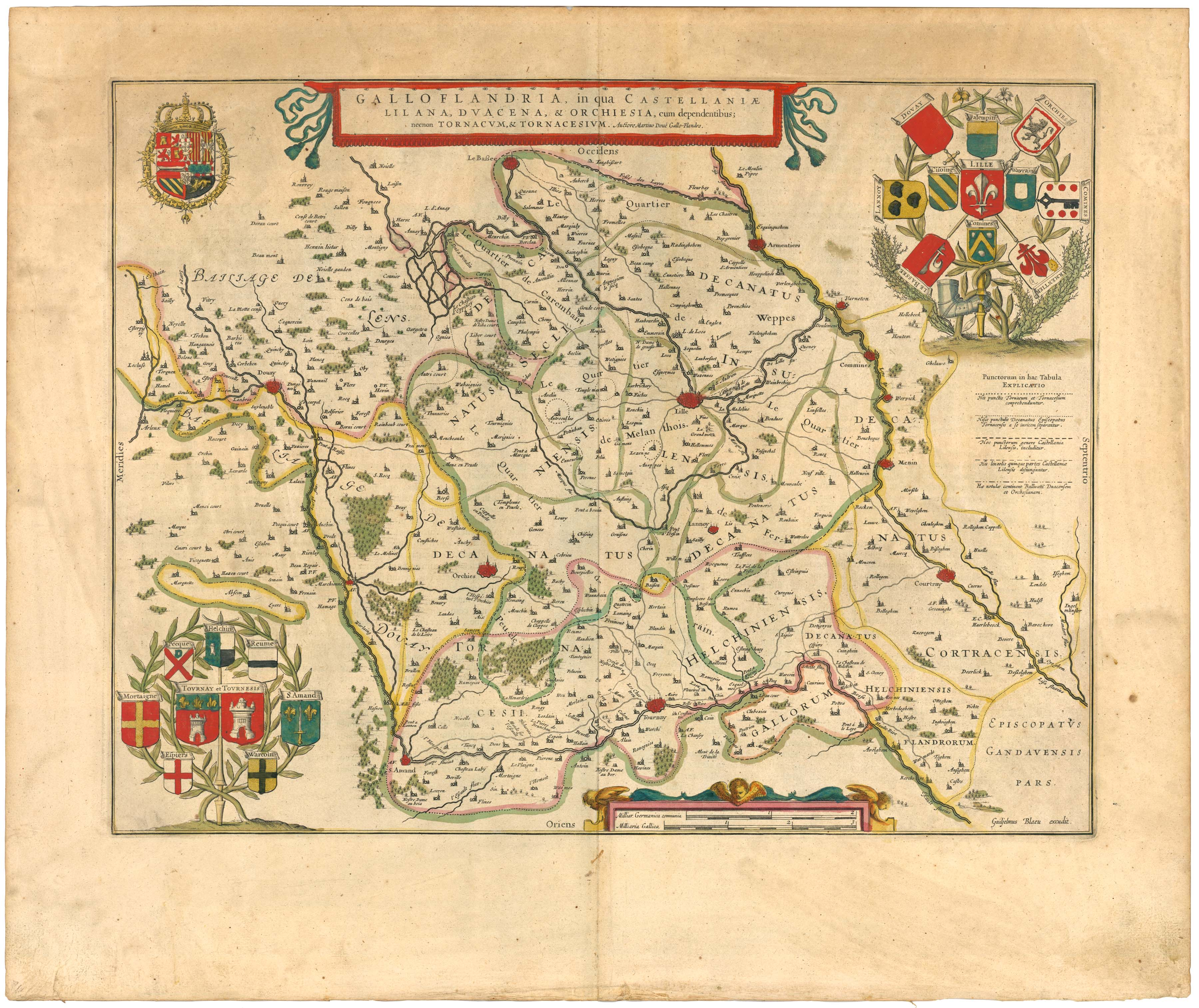
Carte de 1645
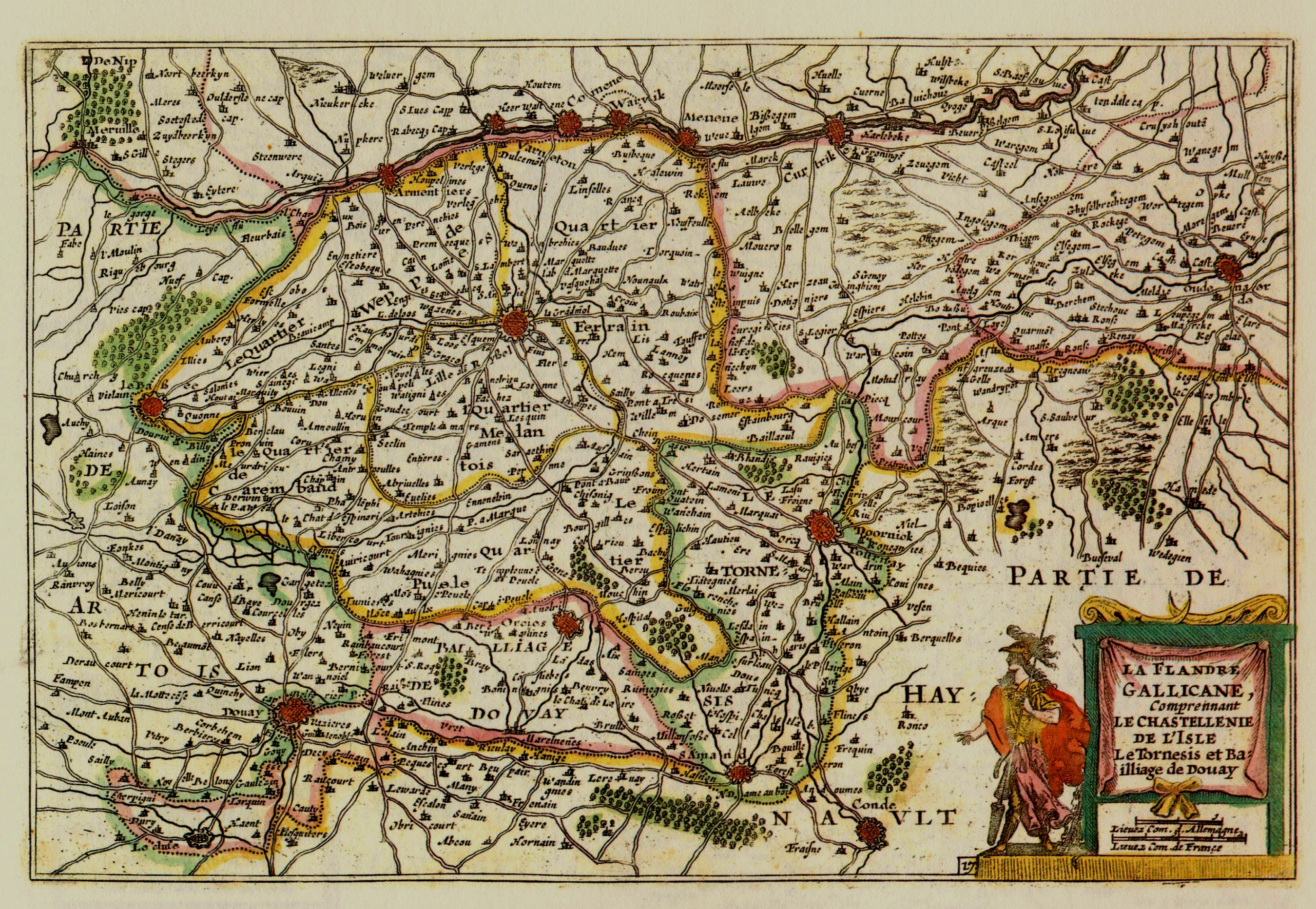
Carte de 1696

## Territoire
- En France :
  - la Flandre lilloise (en néerlandais Rijsels-Vlaanderen), composée des pays de Weppes, Mélantois, Carembault, Ferrain et une partie de la Pévèle, formant autrefois l'ancienne châtellenie de Lille, territoire actuel de la Métropole lilloise.
  - la partie septentrionale de la plaine de la Scarpe qui comprend le Pévèle et une partie du Douaisis.
- En Belgique :
  - le Tournaisis historique (en néerlandais het Doornikse), c'est-à-dire les terres se situant globalement entre l'actuelle frontière franco-belge et les rives de l'Escaut ;
  - les régions de Mouscron et de Comines, communes francophones avec minorité néerlandophone, de l'ancienne châtellenie de Courtrai.

## Flandre romane et Flandre wallonne
Le terme « Flandre wallonne » fait principalement référence à la Comitia Flandriae Wallonensis qui est une intendance (l'équivalent d'un arrondissement aujourd'hui) de l'ancienne province de Flandre et non pas à la Gallo-Flandria qui est la partie de langue romane du Comté de Flandre.